# Aiglemont
Aiglemont é uma comuna francesa na região administrativa de Grande Leste, no departamento Ardenas. Estende-se por uma área de 8,84 km². Em 2010 a comuna tinha 1 663 habitantes (densidade: 188,1 hab./km²).